# Bahnhof Bad Vilbel
Der Bahnhof Bad Vilbel liegt an Streckenkilometer 183,6 der Main-Weser-Bahn und Streckenkilometer 28 der S-Bahn-Strecke Frankfurt–Friedberg. Von ihr zweigt hier die in Bad Vilbel beginnende Niddertalbahn über Nidderau nach Glauburg-Stockheim (ursprünglich bis Lauterbach Nord) ab. Die S-Bahn-Strecke Frankfurt West–Bad Vilbel endet hier und geht in die Main-Weser-Bahn über. Der Bahnhof Bad Vilbel liegt im Tarifgebiet des Rhein-Main-Verkehrsverbundes (RMV).

## Geschichte

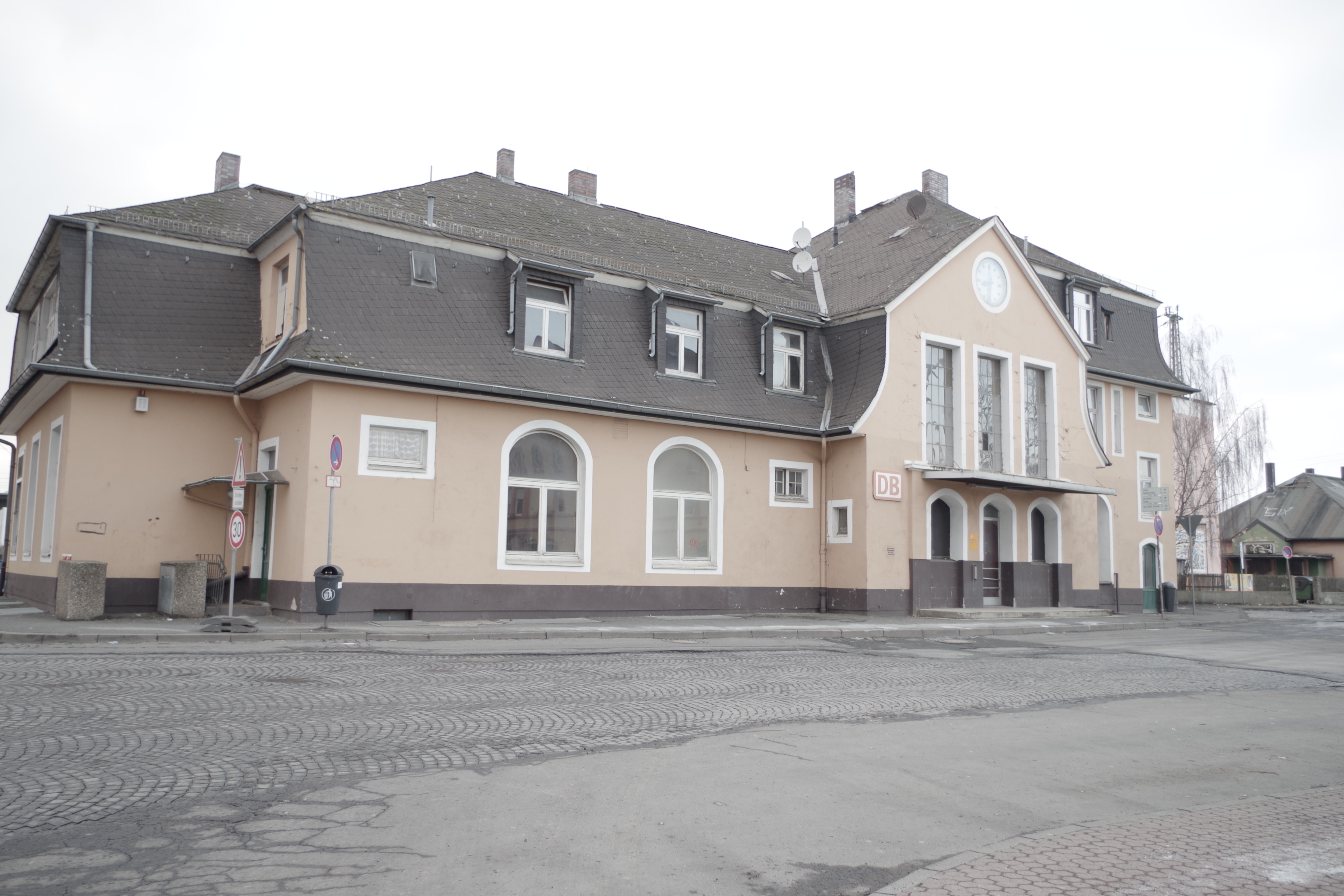
Früheres Empfangsgebäude, geschlossen seit ?

Mit der Eröffnung der Teilstrecke Frankfurt–Friedberg der Main-Weser-Bahn ging der Bahnhof Bad Vilbel am 10. Mai 1850 in Betrieb. Die gesamte Strecke der Main-Weser-Bahn von Kassel bis Frankfurt wird seit dem 15. Mai 1852 befahren.
Am 1. Juni 1907 wurde der Abschnitt zwischen Vilbel Nord (heute: Bad Vilbel) und Heldenbergen–Windecken (heute: Nidderau) der Niddertalbahn eröffnet. Aus diesem Anlass wurde ein neues Empfangsgebäude errichtet und in Betrieb genommen. Es ist heute ein Kulturdenkmal nach dem Hessischen Denkmalschutzgesetz, ist geschlossen und steht der Öffentlichkeit nicht mehr zur Verfügung. Fenster und Türen im Erdgeschoss sind mit Brettern vernagelt.
Seit dem 4. Mai 2008 weist die Niddertalbahn auch wieder Wochenendverkehr auf.
Am 28. Mai 1978 wurde die S-Bahn Rhein-Main in Betrieb genommen. Seitdem wird der Bahnhof Bad Vilbel von der Linie S6 (Verlauf seit 1992: Friedberg–Bad Vilbel–Frankfurt Hbf (tief)–Frankfurt Süd) angefahren.
Nach mehreren Jahren Bauarbeiten zwischen Frankfurt-West und Bad Vilbel ging am 19. Februar 2024 der erste Abschnitt der S-Bahn-Strecke Frankfurt West–Friedberg in Betrieb. Seitdem verkehren die S-Bahnen der Linie S6 von Frankfurt bis Bad Vilbel auf eigenen Gleisen und wechseln erst nördlich vom Bahnhof Bad Vilbel auf die allgemeinen Gleise der Main-Weser-Bahn. Der Ausbau mit zwei zusätzlichen Gleisen für die S-Bahn bis Friedberg soll 2026 beginnen.

## Infrastruktur

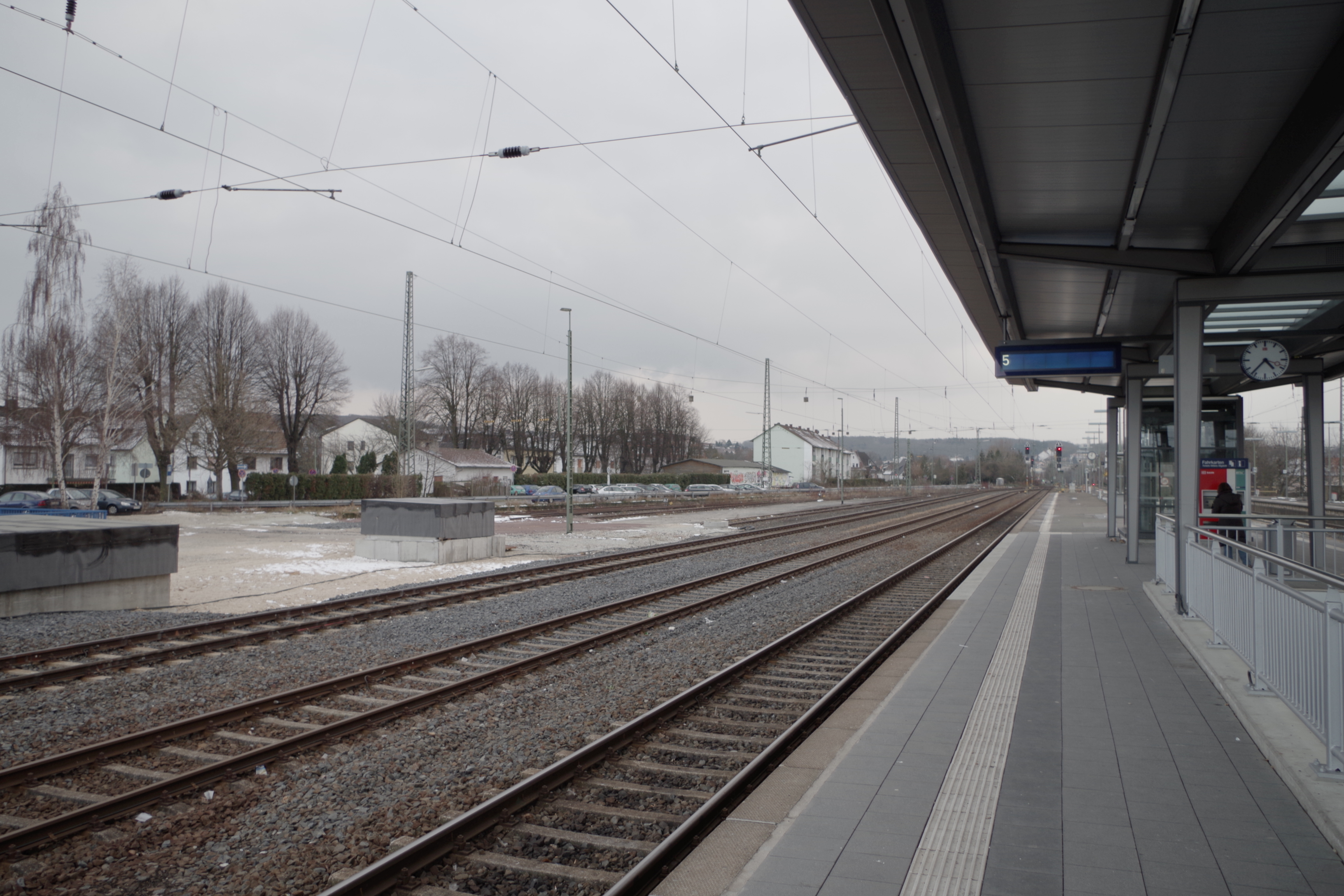
Gleise 5, 4 u 3, dahinter die Baustelle für die 2 neuen Gleise, vom zweiten Bahnsteig aus gesehen, Blickrichtung süd-west

Der Bad Vilbeler Bahnhof besitzt umfangreiche Gleisanlagen. Für den Personenverkehr stehen acht Bahnsteiggleise (sechs Durchgangs- und zwei Stumpfgleise) zur Verfügung. 2012 begann der Umbau der Bahnsteige, womit Barrierefreiheit erreicht werden soll. Weiter bestehen mehrere Gleise ohne Bahnsteige, die für den Güterverkehr genutzt werden können.
Gruppiert nach Bahnsteigen:

### Erster Bahnsteig

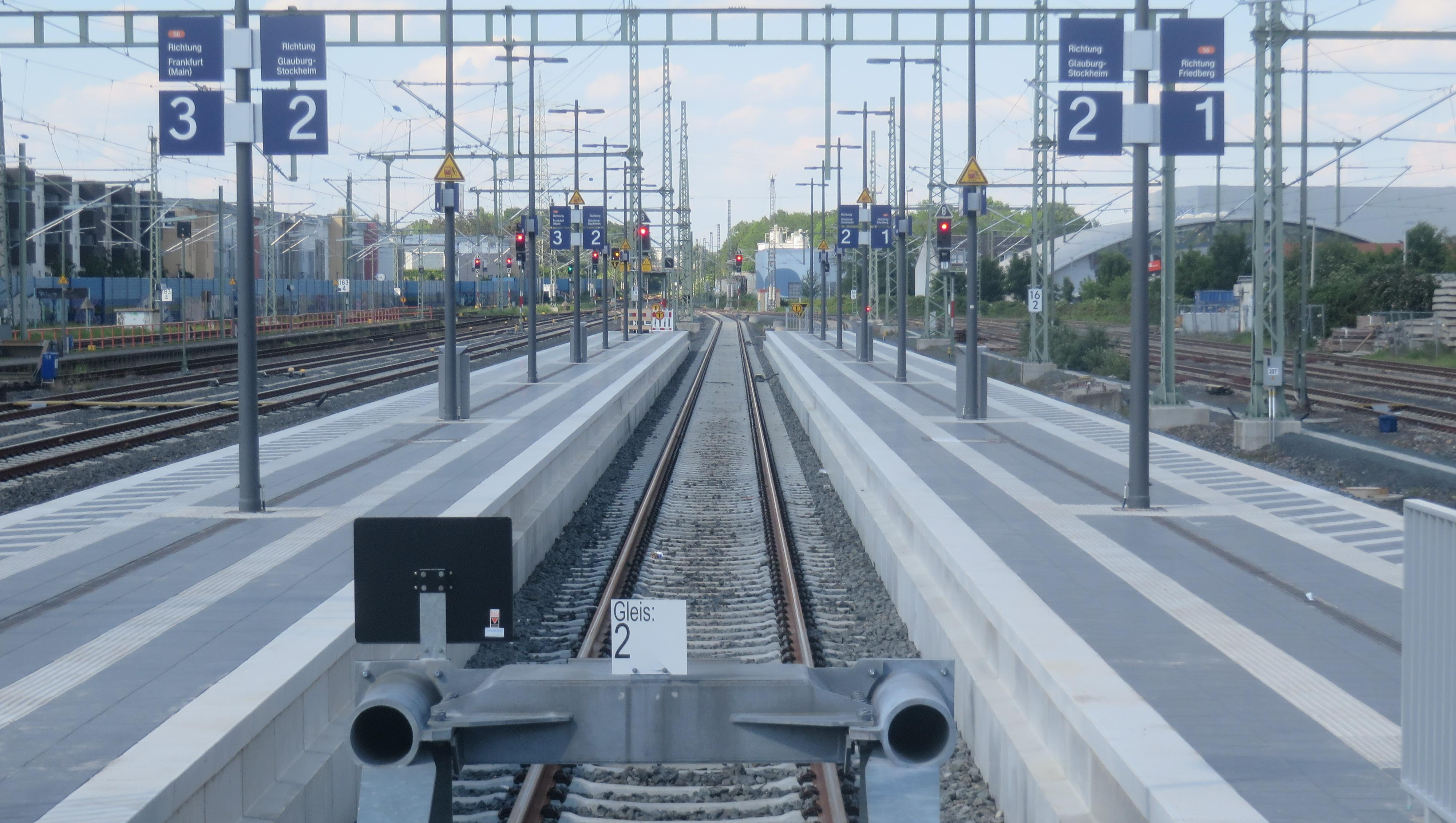
Bahnsteige für S-Bahn (außen) und Niddertalbahn (innen)

Die Höhe des Bahnsteigs beträgt 96 cm.
- Gleis 1 ist ein Durchgangsgleis und das Hauptgleis der S-Bahn in Richtung Friedberg und teilt sich mit Gleis 3 den östlichen Inselbahnsteig.
- Gleis 2 ist ein Stumpfgleis, das mittig im Inselbahnsteig der Gleise 1/3 endet. Hier beginnen und enden einzelne Züge der Niddertalbahn.
- Gleis 3 ist ein Durchgangsgleis und das Hauptgleis der S-Bahn in Richtung Frankfurt und teilt sich mit Gleis 1 den östlichen Inselbahnsteig.
- Gleis 4 ist ein Durchgangsgleis ohne Bahnsteig. Es wird als Ausweich- und Überholungsgleis für den Güterverkehr genutzt.

### Zweiter Bahnsteig
Die Höhe des Bahnsteigs beträgt 76 cm.
- Gleis 5 ist ein Durchgangsgleis und liegt am Inselbahnsteig neben Gleis 7. Hier verkehren die nach Frankfurt durchgebundenen Züge der Niddertalbahn sowie einzelne Züge nach Nidda.
- Gleis 6 ist ein Stumpfgleis, das nördlich an den Bahnsteig der Gleise 5/7 heranführt. Hier beginnen und enden einzelne Züge der Niddertalbahn.
- Gleis 7 ist ein Durchgangsgleis und das Hauptgleis der Main-Weser-Bahn in Richtung Kassel.

### Dritter Bahnsteig
Die Höhe des Bahnsteigs beträgt 76 cm.
- Gleis 8 ist das Hauptgleis der Main-Weser-Bahn in Richtung Frankfurt und teilt sich mit Gleis 9 den westlichen Inselbahnsteig.
- Gleis 9 ist ein Durchgangsgleis. Es wird als Ausweich- und Überholungsgleis genutzt.

## Unterführung

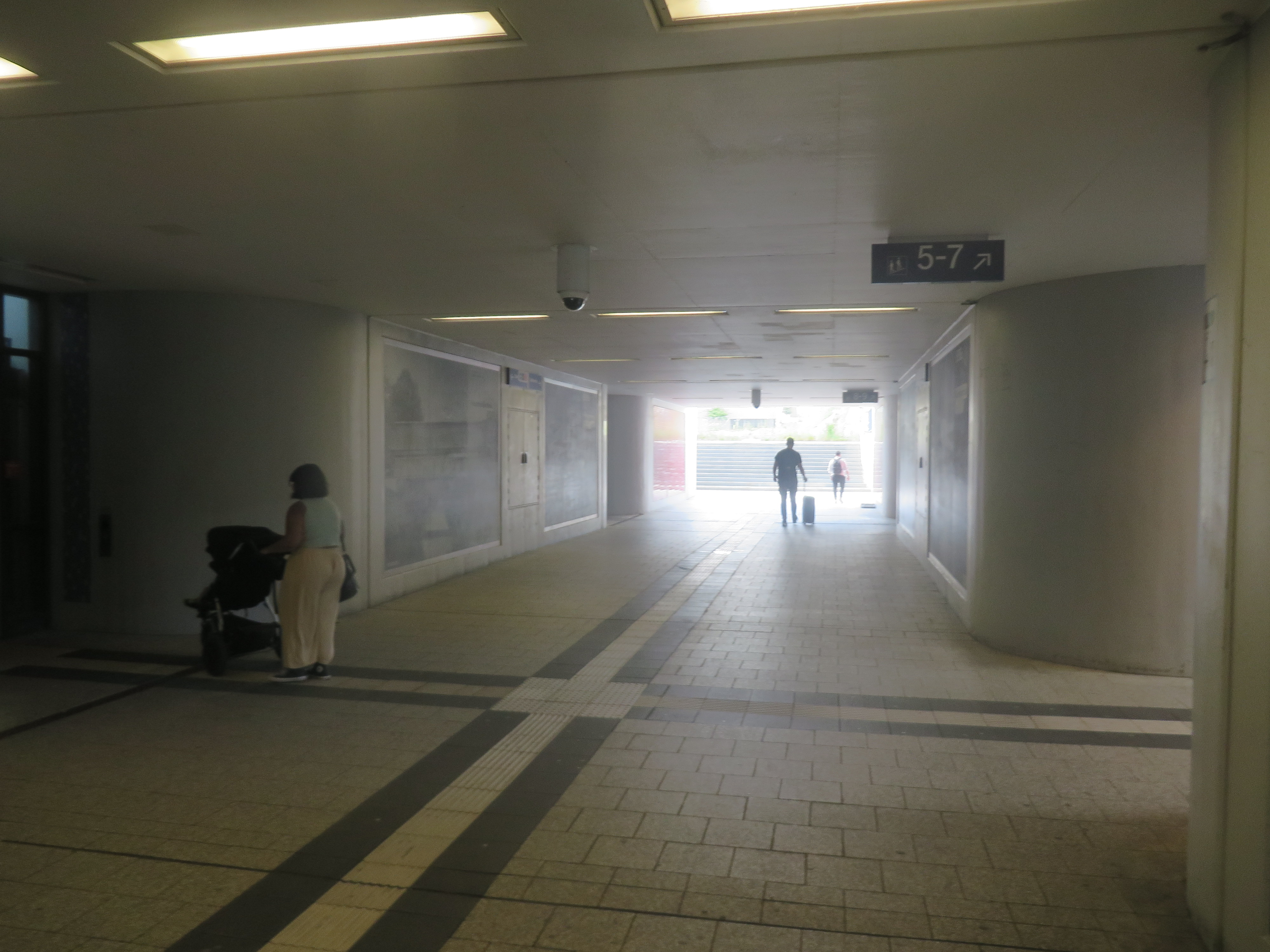
Unterführung auf Höhe Gleis 5, Blick nach Westen

Eine breite Treppe mit 36 Stufen führt vom Bahnhofsvorplatz hinunter zur großzügigen Unterführung mit Treppen zur Unterführung mit Zugang zu den Bahnsteigen.
Am anderen Ende der Unterführung geht es über 11 Stufen und eine Rampe aufwärts in das neue Wohngebiet „Quellenpark“.
Die Aufzüge zu den beiden Bahnsteigen für den Regionalverkehr waren schon vor 2024 in Betrieb, der Aufzug zum ersten Bahnsteig für die S-Bahn wurde im September 2024 in Betrieb genommen.

## Allgemeine Einrichtungen
Der heutige Zugang zu den Gleisen liegt weit entfernt vom früheren Empfangsgebäude, dessen Türen und Fenster im Erdgeschoss mit Brettern vernagelt sind. Der Fahrkartenschalter wurde Ende 2003 geschlossen.
Fahrkarten für den Nah- und Regionalverkehr können an den Fahrkartenautomaten des örtlich zuständigen Rhein-Main-Verkehrsverbunds (RMV) erworben werden. Andere Züge halten nicht in Bad Vilbel (Sonderzüge ausgenommen).
Auch Toilettenanlagen sind nicht mehr im Bahnhofsgebäude, sondern am neuen Busbahnhof der im Jahre 2019 eröffnet wurde.
Neben der breiten Treppe ist ein Platz zum Abstellen von Fahrrädern.

## Verkehr

### Bahn
Die Fahrzeit zum Frankfurter Hauptbahnhof beträgt mit der S-Bahn etwa 20 Minuten. Hinzu kommen die RB-Verbindungen nach Frankfurt im Berufsverkehr sowie der zweistündlich verkehrende Mittelhessen-Express. Die Fahrtzeit zum Frankfurter Hauptbahnhof mit den Regionalzügen beträgt etwa 15 Minuten.
Durch die S-Bahn-Linie S6 ist Bad Vilbel tagsüber theoretisch im Viertelstundentakt, real aber im 11- bis 19-Minuten-Takt mit der Frankfurter Innenstadt und Groß-Karben verbunden. Jede zweite S-Bahn verkehrt von Groß-Karben aus weiter zum Bahnhof Friedberg.
Beim Fahrplanwechsel im Dezember 2024 werden die im Februar in Betrieb genommenen eigenen Gleise für die S-Bahn von F-West bis Bad Vilbel auch in einem neu gestalteten Fahrplan berücksichtigt werden.
Seit der Modernisierung der Niddertalbahn werden fast alle Züge werktags bis Frankfurt (Main) Hauptbahnhof geführt, die anderen beginnen und enden in Bad Vilbel. Alle Züge verkehren als Regionalbahn (RB).
In den frühen Abendstunden beginnen zwei Züge der Niddertalbahn in Frankfurt Hbf als zusammengefasste Linie RB34/RB48 und werden in Bad Vilbel wieder getrennt. Während der vordere Teil des Zuges nach Stockheim fährt, wird der hintere Zugteil nach Nidda weitergeführt. Im morgendlichen Berufsverkehr verkehren zwei Züge von Nidda über Friedberg nach Frankfurt Hbf allerdings getrennt.
Seit dem 13. Dezember 2009 hält zweistündlich der Mittelhessen-Express in Bad Vilbel. Dessen Züge verkehren von Frankfurt Hbf bis Gießen vereinigt. In Gießen findet die Trennung der Züge statt. Anschließend fährt der vordere Zugteil als RE weiter nach Marburg oder Treysa, der hintere über Wetzlar nach Dillenburg.
Seit dem 11. Dezember 2011 hält im morgendlichen Berufsverkehr ein RE-Sprinter des Main-Sieg-Express in Bad Vilbel.
| Linie | Verlauf | Takt | Betreiber      |
| ----- | --- | --- | -------------- |
| S6    | (Friedberg (Hess) – Bruchenbrücken – Nieder-Wöllstadt – Okarben –) Groß Karben – Dortelweil – Bad Vilbel – Bad Vilbel Süd – Frankfurt-Berkersheim – Frankfurt-Frankfurter Berg – Frankfurt-Eschersheim – Frankfurt-Ginnheim – Frankfurt (Main) West – Frankfurt am Main Messe – Frankfurt (Main) Galluswarte – Frankfurt (Main) Hbf tief – Frankfurt (Main) Taunusanlage – Frankfurt (Main) Hauptwache – Frankfurt (Main) Konstablerwache – Frankfurt (Main) Ostendstraße – Frankfurt (Main) Lokalbahnhof – Frankfurt (Main) Süd – Frankfurt (Main) Stresemannallee – Frankfurt-Louisa – Neu-Isenburg – Dreieich-Buchschlag – Langen Flugsicherung – Langen (Hess) (– Egelsbach – Erzhausen – Darmstadt-Wixhausen – Darmstadt-Arheilgen – Darmstadt Hbf) | 15 min (Groß Karben–Langen montags–freitags, Bad Vilbel–Langen samstags, Bad Vilbel–Frankfurt Süd sonn-/feiertags) 30 min (Friedberg–Groß Karben montags–freitags, Friedberg–Bad Vilbel samstags, sonn-/feiertags und Langen–Darmstadt werktags, Frankfurt Süd–Darmstadt sonn-/feiertags) | DB Regio Mitte |
| RB 34 | Niddertalbahn: (Frankfurt (Main) Hbf – Frankfurt (Main) West –) (werktags) Bad Vilbel – Bad Vilbel-Gronau – Niederdorfelden – Schöneck-Oberdorfelden – Schöneck-Kilianstädten – Schöneck-Büdesheim – Nidderau-Windecken – Nidderau – Nidderau-Eichen – Altenstadt-Höchst – Altenstadt (Hess) – Altenstadt-Lindheim – Glauburg-Glauberg – Glauburg-Stockheim Stand: Fahrplanwechsel Dezember 2021 | 30/60 min (wochentags) 60 min (Wochenende) | DB Regio Mitte |
| RB 37 | Mittelhessen-Express: Frankfurt (Main) Hbf – Frankfurt (Main) West – Bad Vilbel – Friedberg (Hess) – Ostheim (b Butzbach) – Butzbach – Kirch Göns – Lang Göns – Großen Linden – Gießen Stand: Fahrplanwechsel Dezember 2024 | 240 min | HLB Hessenbahn |
| RB 40 | Mittelhessen-Express: Frankfurt (Main) Hbf – Frankfurt (Main) West – Bad Vilbel – Friedberg (Hess) – Bad Nauheim – Ostheim (b Butzbach) – Butzbach – Kirch Göns – Lang Göns – Großen Linden – Gießen – Dutenhofen (Kr Wetzlar) – Wetzlar – Aßlar – Werdorf – Ehringshausen (Kr Wetzlar) – Katzenfurt – Edingen (Kr Wetzlar) – Sinn – Herborn (Dillkr) – Burg (Dillkr) Nord – Niederscheld (Dillkr) Süd – Dillenburg Flügelung in Gießen. Zugteil nach Marburg/Treysa als RB 41. Stand: Fahrplanwechsel Dezember 2021 | 120 min | HLB Hessenbahn |
| RB 41 | Mittelhessen-Express: Frankfurt (Main) Hbf – Frankfurt (Main) West – Bad Vilbel – Friedberg (Hess) – Bad Nauheim – Ostheim (b Butzbach) – Butzbach – Kirch Göns – Lang Göns – Großen Linden – Gießen – Gießen Oswaldsgarten – Lollar – Friedelhausen – Fronhausen (Lahn) – Niederwalgern – Niederweimar – Marburg Süd – Marburg (Lahn) – Cölbe – Bürgeln – Anzefahr – Kirchhain (Bz Kassel) – Stadtallendorf (– Neustadt (Kr Marburg) – Schwalmstadt-Wiera – Treysa) (wochentags) Flügelung in Gießen. Zugteil nach Dillenburg als RB 40. Stand: Fahrplanwechsel Dezember 2021 | 120 min | HLB Hessenbahn |
| RB 48 | Horlofftalbahn: Frankfurt (Main) Hbf – Frankfurt (Main) West – Bad Vilbel – Friedberg (Hess) – Dorheim (Wetterau) – Beienheim – Weckesheim – Reichelsheim (Wetterau) – Gettenau-Bingenheim – Echzell – Ober-Widdersheim Häuserhof – Bad Salzhausen – Nidda Stand: Fahrplanwechsel Dezember 2021 | einzelne Züge zur HVZ | HLB Hessenbahn |
| RE 99 | Main-Sieg-Express (Sprinter): Siegen Hbf – Haiger – Dillenburg – Herborn (Dillkr) – Ehringshausen (Kr Wetzlar) – Wetzlar – Ostheim (b Butzbach) – Bad Nauheim – Bad Vilbel – Frankfurt (Main) West – Frankfurt (Main) Hbf Stand: Fahrplanwechsel Dezember 2021 | ein Zug | HLB Hessenbahn |

### Bus
Der Bahnhof Bad Vilbel wird durch mehrere Buslinien angefahren, von denen mehrere hier beginnen bzw. enden.
| Linie | Verlauf                                                                                                |
| ----- | --- |
| F-30  | Bad Vilbel Bahnhof – Frankfurt Friedberger Warte (– Frankfurt Hainer Weg)                              |
| 60    | Bad Vilbel Südbahnhof – Niddaplatz – Heilsberg – Bad Vilbel Südbahnhof (Stadtverkehr Bad Vilbel)       |
| 61    | Bad Vilbel Südbahnhof – Bad Vilbel Niddaplatz – Bad Vilbel Südbahnhof – Bad Vilbel Bahnhof (Westseite) |
| 62    | Bad Vilbel Südbahnhof – Bad Vilbel Gronau                                                              |
| 63    | Bad Vilbel Südbahnhof – Bad Vilbel Massenheim                                                          |
| 64    | Bad Vilbel Südbahnhof – Bad Vilbel Dortelweil                                                          |
| F-65  | Bad Vilbel Bahnhof – Frankfurt Nieder-Erlenbach (– Bad Homburg Ober-Erlenbach)                         |
| 74    | (Bad Vilbel Bahnhof –) Bad Vilbel Gronau – Rendel – Groß Karben Bahnhof                                |
| N96   | (Frankfurt Konstablerwache –) Bad Vilbel Bahnhof – Büdesheim – Bad Vilbel Bahnhof                      |
| X97   | Bad Vilbel Bahnhof – Offenbach Kaiserlei (– Offenbach Hauptbahnhof)                                    |
| 551   | Bad Vilbel Bahnhof – Offenbach Marktplatz – Neu Isenburg Gravenbruch                                   |

## Zukunft
Die seit vielen Jahrzehnten geplante Erweiterung der Main-Weser-Bahn um zwei S-Bahn-Gleise wurde als erste Phase zwischen Frankfurt und Bad Vilbel 2024 abgeschlossen. Der weitere Ausbau der Strecke bis Friedberg soll Ende 2026 beginnen und bis 2032 abgeschlossen sein.

## Bilder

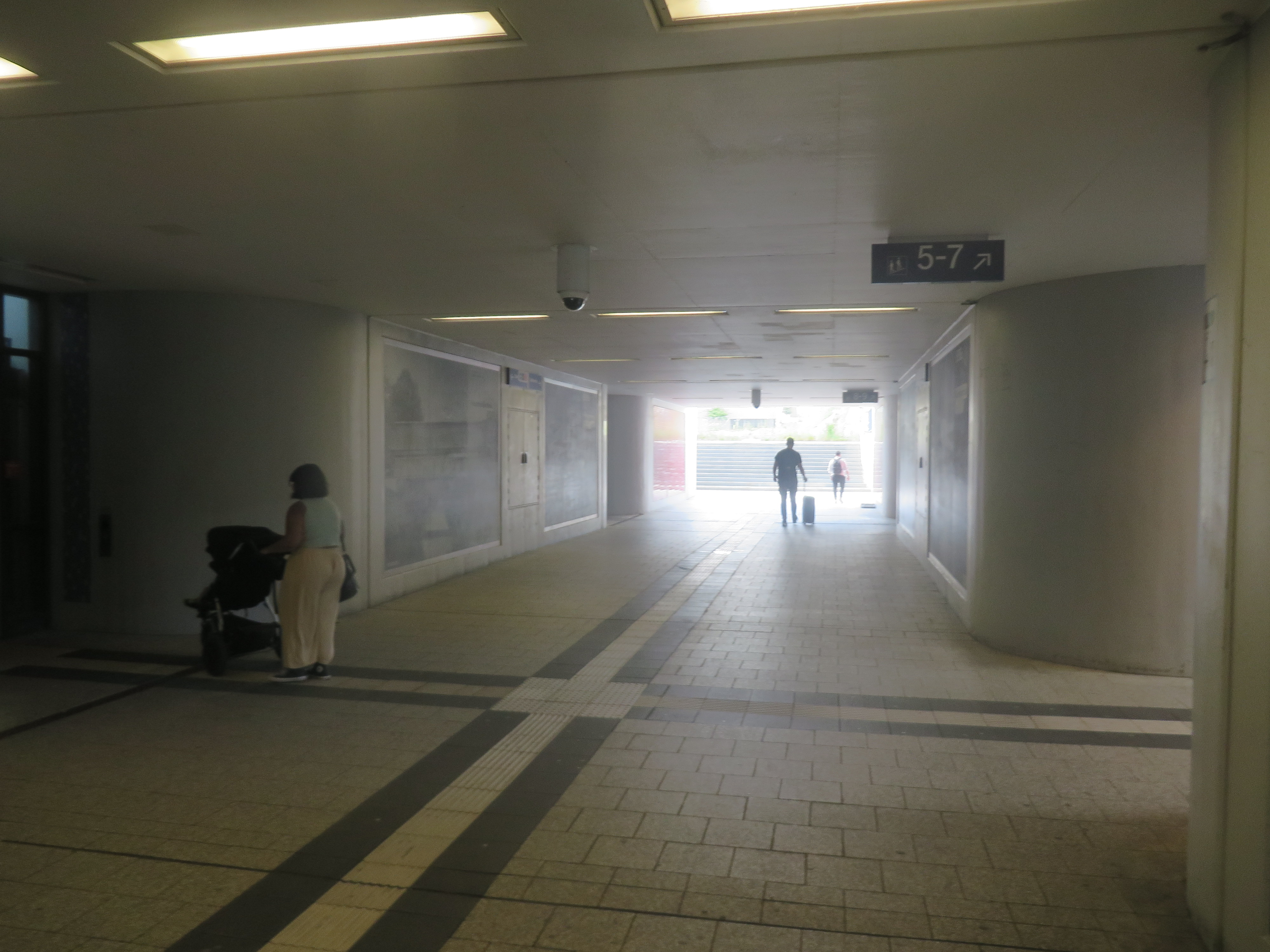
Unterführung, Blickrichtung West
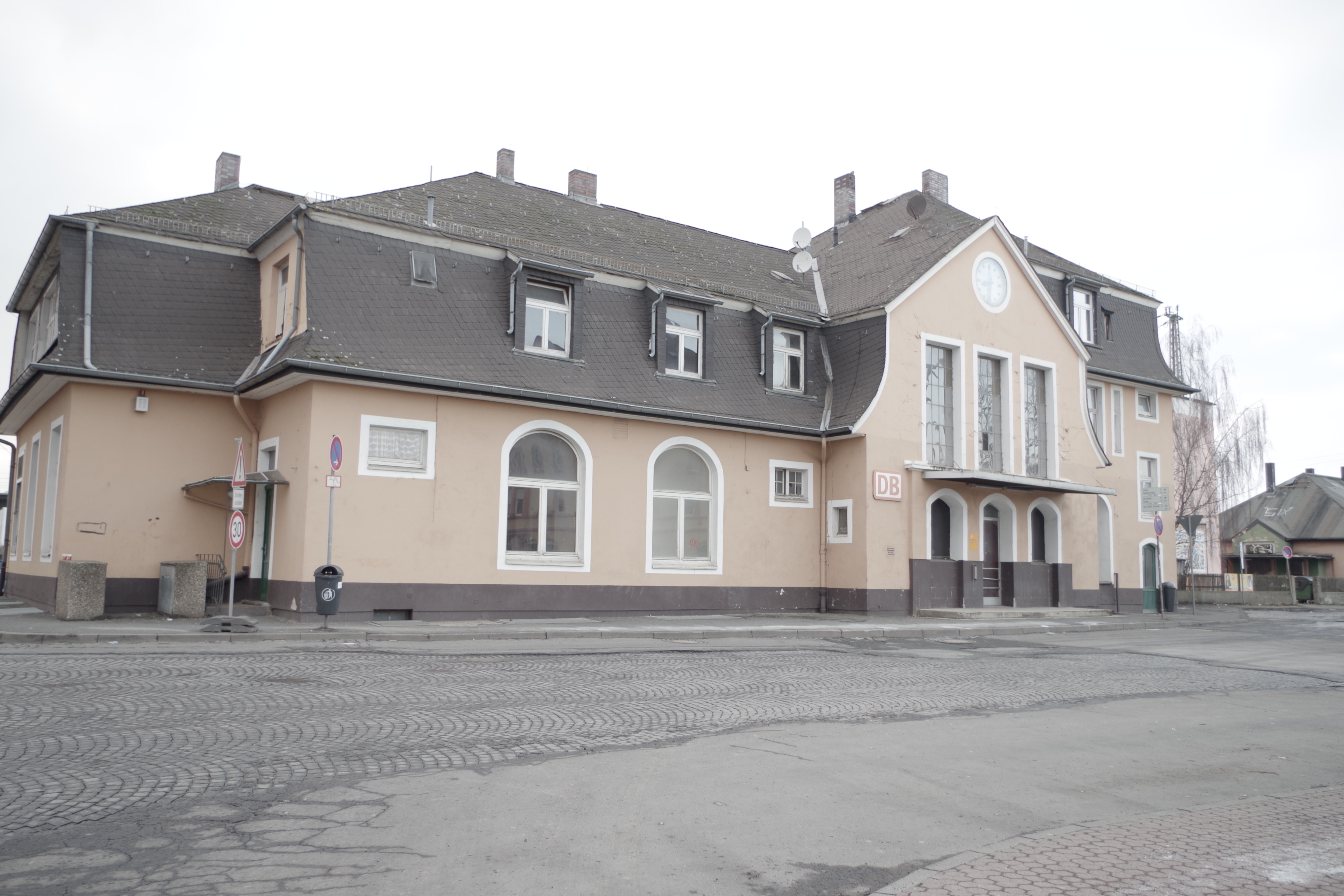
Ehemaliges Empfangsgebäude Straßenseite
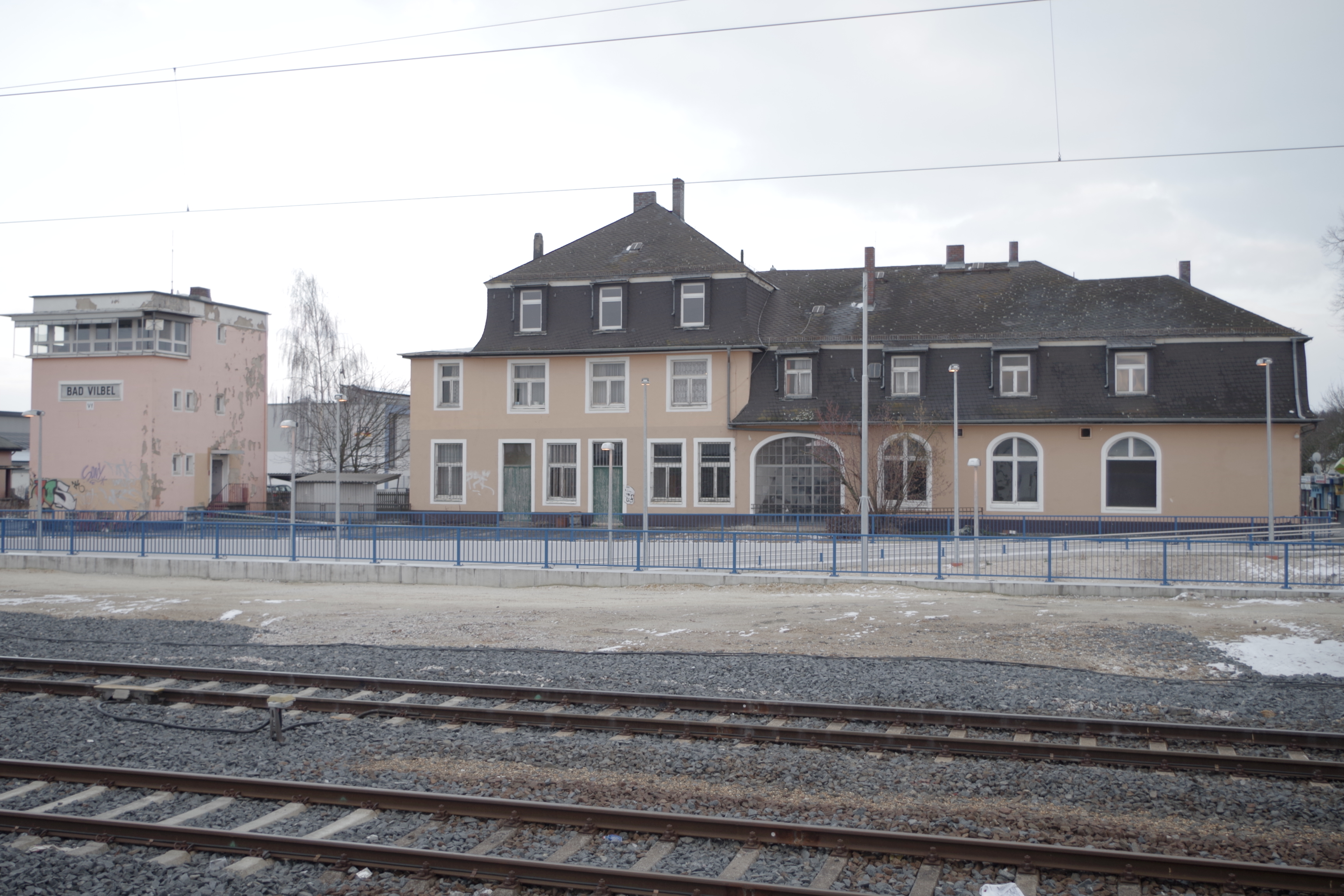
Ehemaliges Empfangsgebäude Bahnsteigseite
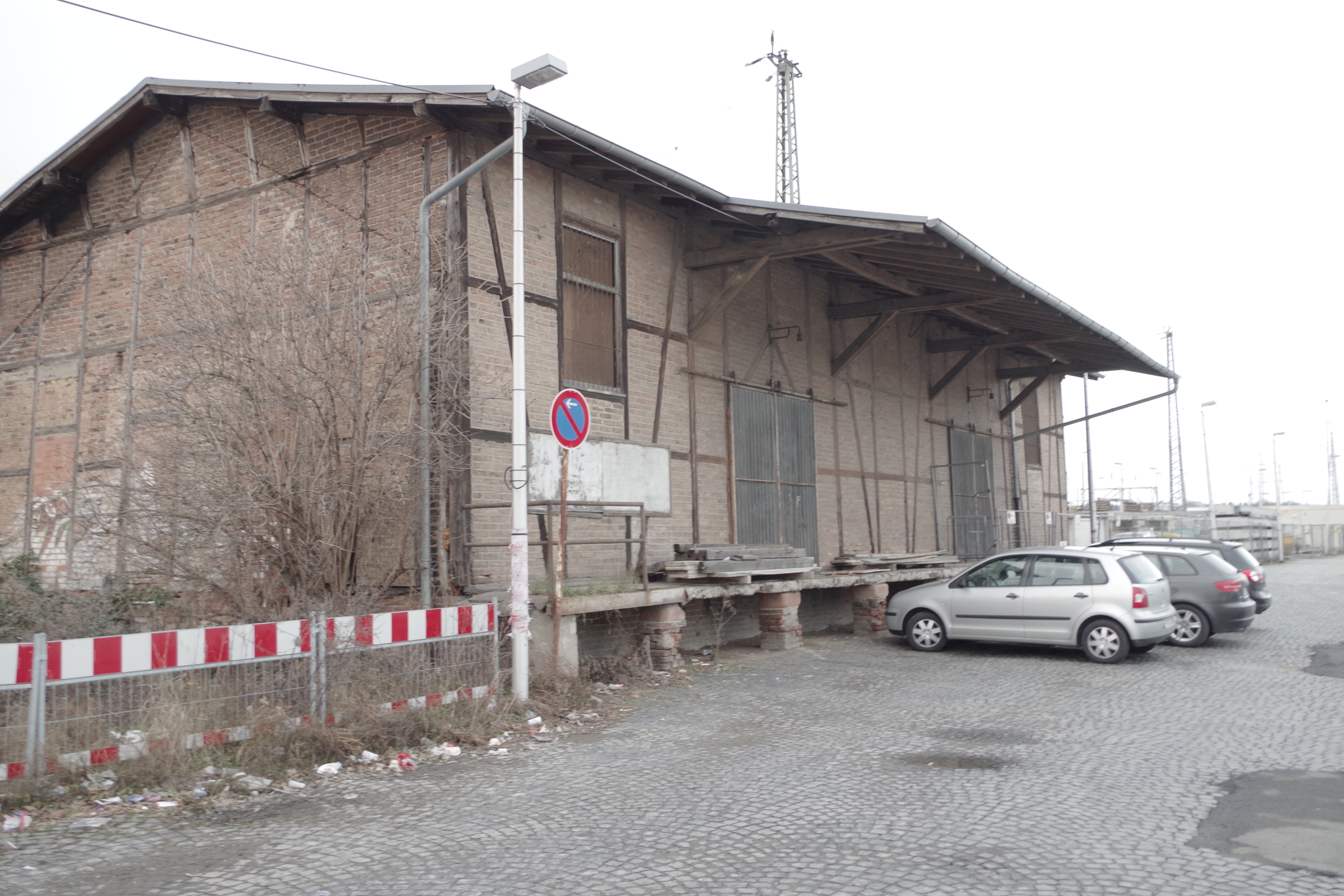
Ehemaliger Güterschuppen
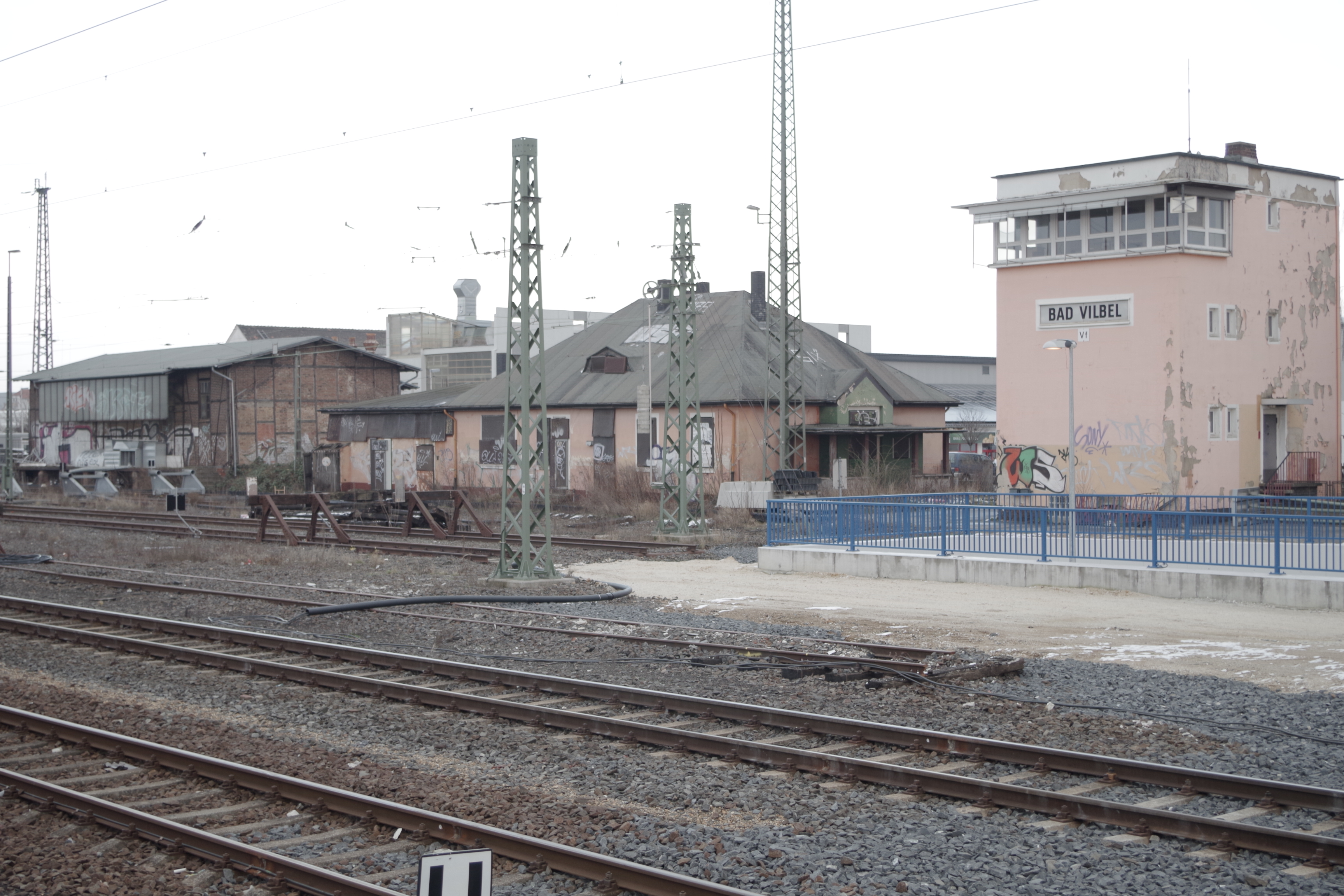
Stellwerk Bad Vilbel